# Parlamentswahl in Griechenland 1993
- KKE: 9
- PASOK: 170
- ND: 111
- POLAN: 10

Die Parlamentswahl in Griechenland 1993 fand am 10. Oktober 1993 statt.

## Wahlsystem
Es wurden 300 Sitze im Griechischen Parlament für eine Legislaturperiode von vier Jahren bestimmt. Für die zugelassenen Parteien galt eine Drei-Prozent-Sperrklausel. Gewählt wurde nach dem Verhältniswahlrecht. Für alle griechischen Bürger über 18 Jahre herrschte Wahlpflicht.

## Parteien
Zur Wahl traten 29 verschiedene Parteien an.
Die drei stärksten Parteien, die bisher im Parlament vertreten waren:
| Partei | Partei         | Partei | Ausrichtung                | Spitzenkandidat         | Spitzenkandidat         |
| Logo   | Logo           | Name | Ausrichtung                | Spitzenkandidat         | Spitzenkandidat         |
| ------ | -------------- | --- | -------------------------- | ----------------------- | ----------------------- |
|        | Logo der ND    | Nea Dimokratia (ND) Νέα Δημοκρατία (ΝΔ) Neue Demokratie / Neue Republik                                              | konservativ                | Konstantinos Mitsotakis | Konstantinos Mitsotakis |
|        | Logo der PASOK | Panellinio Sosialistiko Kinima (PASOK) Πανελλήνιο Σοσιαλιστικό Κίνημα (ΠΑΣΟΚ) Panhellenische Sozialistische Bewegung | sozialdemokratisch         | Andreas Papandreou      | Andreas Papandreou      |
|        | Logo der SYN   | Synaspismos (SYN) Συνασπισμός (ΣΥΝ) Koalition                                                                        | demokratisch-sozialistisch | Charilaos Florakis      | Charilaos Florakis      |

## Wahlergebnis
Wahlsieger wurde die oppositionelle Panhellenische Sozialistische Bewegung (PASOK), sie erhielt eine absolute Mehrheit im Parlament und konnte zugleich den größten Stimmenzuwachs verzeichnen. Wahlverlierer mit den größten Verlusten wurde die bisher regierende Neue Demokratie (ND).
| Listen            | Listen                                 | Stimmen   | %    | +/-  | Mandate | +/- |
| ----------------- | -------------------------------------- | --------- | ---- | ---- | ------- | --- |
|                   | Panellinio Sosialistiko Kinima (PASOK) | 3.235.017 | 46,9 | +8,3 | 170     | +47 |
|                   | Nea Dimokratia (ND)                    | 2.711.737 | 39,3 | −7,6 | 111     | −39 |
|                   | Politiki Anixi (POLAN)                 | 336.460   | 4,9  | +4,9 | 10      | +10 |
|                   | Kommounistiko Komma Elladas (KKE)      | 313.001   | 4,5  | +4,5 | 9       | +9  |
|                   | Synaspismos (SYN)                      | 202.887   | 2,9  | −7,3 | –       | −19 |
|                   | Sonstige                               | 101.209   | 1,5  | –    | –       | –6  |
| Gesamt            | Gesamt                                 | 6.900.311 | 100  |      | 300     | –   |
|                   |                                        |           |      |      |         |     |
| Ungültige Stimmen | Ungültige Stimmen                      | 119.614   | 1,7  |      |         |     |
| Wähler            | Wähler                                 | 7.019.925 | 79,2 |      |         |     |
| Wahlberechtigte   | Wahlberechtigte                        | 8.861.833 |      |      |         |     |